# 605 a.C.
Il 605 a.C. (DCV a.C. in numeri romani) è un anno  del VII secolo a.C.

## Eventi
- Nabucodonosor II sconfigge a Karkemiš l'esercito Egiziano alleato con gli Assiri, segnando la fine dell'impero Assiro.
- Muore il re Nabopolassar; gli succede al trono il figlio Nabucodonosor II.

## Morti
- Nabopolassar, sovrano babilonese